# Arctornis diaphora
Arctornis diaphora är en fjärilsart som beskrevs av Collenette 1934. Arctornis diaphora ingår i släktet Arctornis och familjen tofsspinnare. Inga underarter finns listade i Catalogue of Life.